# Hugh Griffith
Hugh Griffith   (Marian-glas, 30 de maig de 1912 - Londres, 14 de maig de 1980) va ser un actor gal·lès, sobretot conegut pel paper del xeic Ildérim a Ben Hur (una actuació que li va valer un Oscar).

## Biografia
Es va educar a la Llangefni Grammar School. El seu idioma era el gal·lès i quan va intentar ingressar a la universitat després de la secundària, no va passar l'examen d'anglès.
Va treballar com a empleat en el National Provincial Bank. Després va anar a Londres per tenir més ocasions d'actuar, i ho va fer en el St. Pancras People's Theatre. Va guanyar la Bancroft Gold Medal atorgada al millor actor shakesperià per la interpretació del personatge d'El rei Lear.
Just quan aconseguia grans progressos en l'actuació i havia aconseguit l'ingrés a la Royal Academy of Dramatic Art amb el lloc número 1 d'un total de 300 participants, va haver de suspendre els plans per a servir a l'exèrcit durant sis anys. Va estar a l'Índia i a Birmània durant la Segona Guerra Mundial.
Després de recuperar la salut, va tornar a la Royal Shakespeare Company abans d'anar a Hollywood amb la seva promesa, Margaret Belgunder von Dechend, el 1947. Ja no deixaria d'actuar fins al 1980.
Ja instal·lat a Hollywood, i després d'haver participat en variades pel·lícules, va ser requerit per al paper del xeic Ilderim a la pel·lícula Ben-Hur. Per aquest paper es faria mereixedor del Premi de l'Acadèmia com a millor actor secundari (1959). Va tenir després una candidatura a una altra edició d'aquest mateix premi pel paper de Squire Western en el film Tom Jones, el 1963.
Va representar el personatge d'un magistrat en el film Oliver! (1968), adaptació de la novel·la de Charles Dickens Oliver Twist. El 1978 va representar el personatge del director Caradog Loyd-Evans en el telefilm còmic de la BBC gal·lesa Gran Slam.
El 1980, va ser nomenat doctor honoris causa de la Universitat de Bangor.
Va morir d'un atac al cor, setze dies abans de complir seixanta-vuit anys. A l'escola primària de la seva ciutat natal, es va col·locar una placa en memòria seva.
La imatge de Hugh Griffith es va utilitzar com a model per dissenyar el personatge de Watto a The Phantom Menace. George Lucas va retre homenatge a Griffith en clara al·lusió al seu personatge a la pel·lícula de Ben-Hur, en la qual interpreta un xeic apassionat per les carreres de quadrigues.

## Filmografia
Les seves pel·lícules més destacades són:
| - The First Gentleman (1948) – Bisbe de Salisbury - London Belongs to Me (1948) - Headlam Fynne - A Run for Your Money (1949) - Huw - Kind Hearts and Coronets (1949) - Lord High Steward - Gone to Earth (1950) - Andrew Vessons - The Galloping Major (1951) - Harold Temple, Process Server - Laughter in Paradise (1951) - Henry Russell - The Wild Heart (1952) - Andrew Vessons - The Titfield Thunderbolt (1953) - Dan Taylor - The Beggar's Opera (1953) - The Beggar - The Sleeping Tiger (1954) – l'inspector - The Good Companions (1957) - Morton Mitcham - Lucky Jim (1957) - Professor Welch - Ben Hur (1959) - Sheik Ilderim - The Story on Page One (1959) - Jutge Edgar Neilsen - The Day They Robbed the Bank of England (1960) - O'Shea - Èxode (Exodus) (1960) - Mandria - The Counterfeit Traitor (1962) - Collins - The Inspector (1962) - Van der Pink - Term of Trial (1962) - O'Hara - Motí a la Bounty (Mutiny on the Bounty) (1962) - Alexander Smith - Tom Jones (1963) - Squire Western | - Hide and Seek (1964) - Wilkins - The Bargee (1964) - Joe Turnbull - Moll Flanders (1965) – Governador de la presó - How to Steal a Million (1966) - Bonnet - Oh Dad, Poor Dad, Mama's Hung You in the Closet and I'm Feelin' So Sad (1967) - Comodore Roseabove - Oliver! (1968) – El magistrat - The Fixer (1968) - Lebedev - Start the Revolution Without Me (1970) - King Louis - Cims borrascosos (Wuthering Heights) (1970) - Dr. Kenneth - Cry of the Banshee (1970) - Mickey - The Abominable Dr. Phibes (1971) - Rabbi - Qui va matar la tieta Roo? (Whoever Slew Auntie Roo?) (1971) - The Pigman/Mr. Harrison - El retorn del Dr. Phibes (Dr. Phibes Rises Again) (1972) - Harry Ambrose - Els contes de Canterbury (1972) - Sir January - Què? (1972) - Joseph Noblart - The Final Programme (1973) - Professor Hira - Take Me High (1973) - Sir Harry Cunningham - Luther (1973) - John Tetzel - Legend of the Werewolf (1975) - Maestro Pamponi - Joseph Andrews (1977) - Squire Western - The Last Remake of Beau Geste (1977) - Jutge - Grand Slam (1978) - Caradog Lloyd-Evans - The Hound of the Baskervilles (1978) - Frankland - A Nightingale Sang in Berkeley Square (1979) - Sid Larkin |